# Henri Moigneu
Henri Moigneu (Chevilly, 9 marzo 1887 – Frévent, 14 marzo 1937) è stato un calciatore francese, di ruolo difensore.

## Carriera
Nato nei pressi di Orléans, giocò sin da giovane con la maglia dell'Union Sport Tourcoing. Divenne ben presto il capitano della squadra, con cui riuscì a vincere il Campionato USFSA (organizzato appunto dalla Union des sociétés françaises de sports athlétiques) nel 1910.
Negli stessi anni vestì anche la maglia della Nazionale transalpina, debuttando in amichevole contro il Belgio a Bruxelles. Complessivamente indosserà la maglia dei Bleus in 8 occasioni, l'ultima delle quali contro l'Paesi Bassi il 10 maggio 1908.
Allo scoppiare del primo conflitto bellico fu arruolato nel 351e régiment d'infanterie, e durante la guerra venne ferito due volte (settembre e ottobre 1914), rimanendo mutilato. Fu così costretto ad abbandonare il calcio giocato, ma non si distaccò del tutto da quel mondo. Nel dopoguerra si trasferì infatti a Saint-Pol e apre il cinema Moigneu. E proprio nei locali del cinema, il 10 gennaio 1921 partecipò alla fondazione dell'Union Sportive Saint Poloise (USSP). Si trasferì poi a Frévent, dove nel corso degli anni  successivi contribuì a riorganizzare la squadra dell'all'A.S. Frévent.

## Statistiche

### Cronologia presenze e reti in Nazionale
| Cronologia completa delle presenze e delle reti in nazionale ― Francia | Cronologia completa delle presenze e delle reti in nazionale ― Francia | Cronologia completa delle presenze e delle reti in nazionale ― Francia | Cronologia completa delle presenze e delle reti in nazionale ― Francia | Cronologia completa delle presenze e delle reti in nazionale ― Francia | Cronologia completa delle presenze e delle reti in nazionale ― Francia | Cronologia completa delle presenze e delle reti in nazionale ― Francia | Cronologia completa delle presenze e delle reti in nazionale ― Francia |
| Data                                                                   | Città                                                                  | In casa                                                                | Risultato                                                              | Ospiti                                                                 | Competizione                                                           | Reti                                                                   | Note                                                                   |
| ---------------------------------------------------------------------- | ---------------------------------------------------------------------- | ---------------------------------------------------------------------- | ---------------------------------------------------------------------- | ---------------------------------------------------------------------- | ---------------------------------------------------------------------- | ---------------------------------------------------------------------- | ---------------------------------------------------------------------- |
| 07/05/1905                                                             | Bruxelles                                                              | Belgio                                                                 | 7 – 0                                                                  | Francia                                                                | Amichevole                                                             | -                                                                      |                                                                        |
| 22/04/1906                                                             | Saint-Cloud                                                            | Francia                                                                | 0 – 5                                                                  | Belgio                                                                 | Amichevole                                                             | -                                                                      |                                                                        |
| 01/11/1906                                                             | Parigi                                                                 | Francia                                                                | 0 – 15                                                                 | Inghilterra                                                            | Amichevole                                                             | -                                                                      |                                                                        |
| 21/04/1907                                                             | Bruxelles                                                              | Belgio                                                                 | 1 – 2                                                                  | Francia                                                                | Amichevole                                                             | -                                                                      |                                                                        |
| 08/03/1908                                                             | Ginevra                                                                | Svizzera                                                               | 1 – 2                                                                  | Francia                                                                | Amichevole                                                             | -                                                                      |                                                                        |
| 23/03/1908                                                             | Londra                                                                 | Inghilterra                                                            | 12 – 0                                                                 | Francia                                                                | Amichevole                                                             | -                                                                      |                                                                        |
| 12/04/1908                                                             | Colombes                                                               | Francia                                                                | 1 – 2                                                                  | Belgio                                                                 | Amichevole                                                             | -                                                                      |                                                                        |
| 10/05/1908                                                             | Rotterdam                                                              | Paesi Bassi                                                            | 4 – 1                                                                  | Francia                                                                | Amichevole                                                             | -                                                                      |                                                                        |
| Totale                                                                 |                                                                        | Presenze                                                               | 8                                                                      |                                                                        | Reti                                                                   | 0                                                                      |                                                                        |